# Wally Hammond
Walter « Wally » Reginald Hammond, né le 19 juin 1903 à Douvres et mort le 1er juillet 1965 à Kloof, était un joueur anglais de test cricket qui a joué pour le Gloucestershire County Cricket Club entre 1920 et 1951.